# Jan Duben

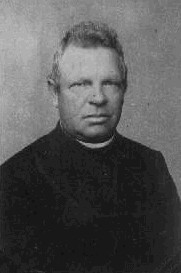
Jan Ladislav Duben

Jan Duben, mit vollem Namen Jan Ladislav Duben (4. Mai 1829 Dražovice – 28. Mai 1910 Sušice), war ein österreichisch-ungarischer und tschechischer römisch-katholischer Priester und Politiker, der in den 1880er Jahren Mitglied des Böhmischen Landtags war.

## Biografie
Er wurde 1829 im Südwesten Böhmens geboren. Im Jahr 1859 begann er als Pfarrer in Nezamyslice. Er arbeitete auch als Schriftsteller und Übersetzer religiöser Literatur und veröffentlichte Artikel in Zeitschriften.
In den 1880er Jahren engagierte er sich in der Provinzpolitik. Bei den Landtagswahlen von 1883 wurde er als Abgeordneter der Kurie der Landgemeinden (Wahlkreis Sušice - Horažďovice) in den böhmischen Landtag gewählt. Er war der einzige in den ethnisch tschechischen Wahlkreisen gewählte Kandidat, der nicht vom offiziellen Wahlausschuss der Alten und Jungen Böhmen nominiert wurde. Politisch gesehen war er ein unabhängiger tschechischer klerikaler Kandidat.